# Hypostomus plecostomus
Hypostomus plecostomus è un pesce d'acqua dolce, appartenente alla famiglia dei Loricariidae.

## Distribuzione e habitat
Originario delle acque dolci correnti tropicali sudamericane, è stato recentemente introdotto in molti stati del sud-est asiatico (soprattutto Hong Kong e Singapore) dove è allevato per il commercio in acquariofilia.

## Descrizione
La testa è grande, gli occhi sono sporgenti, così come le narici. L'apparato boccale è caratteristico: le labbra si sono fuse a formare una grossa ventosa circolare, al centro della quale appare la bocca. Ai lati della ventosa vi sono due piccoli barbigli. La fronte è alta, il dorso poco convesso. Il ventre è piatto, orizzontale. Il peduncolo caudale è lungo e sottile. Ai fianchi sono visibili placche ossee. La pinna dorsale è alta, le pettorali sono ampie, così come le ventrali. La pinna anale è poco sviluppata. È presente una piccola pinna adiposa, vicino alla coda. La pinna caudale è a mezzaluna, sfrangiata, con la parte inferiore più lunga. Il primo raggio della pinna dorsale e delle pettorali è un aculeo. 

La livrea è bruna, marezzata da macchie o strisce più chiare. Una particolarità di questo pesce è la sua attitudine al mimetismo: cambia colore a seconda del sostegno a cui è appoggiato.

Raggiunge una lunghezza di oltre 50 cm, anche se in ambienti con meno di 600l di acqua raramente supera i 30-40cm.

## Riproduzione
La fecondazione è esterna; le uova sono deposte in anfratti rocciosi o su avvallamenti del fondo. Il maschio rimane di guardia fino alla schiusa delle uova.

## Alimentazione
H. plecostomus  si nutre di alghe, vegetali, insetti e piccoli crostacei.

## Acquariofilia
Da molti considerato necessario solamente per pulire le rocce e i vetri dalle alghe, H. plecostomus è in realtà un pesce che necessita di condizioni ideali dell'habitat, ma spesso non viene allevato come si dovrebbe. È una specie estremamente diffusa in commercio.